# Unax Ugalde Gutiérrez
Unax Ugalde Gutiérrez   (Vitòria, 27 de novembre de 1978) és un actor de cinema, teatre i televisió basc. La seva parella és la periodista Neus Cerdà; van tenir un fill el 2018.

## Biografia
Fill d'un obrer d'Altos Hornos i una mestressa de casa, ambicionava convertir-se en estudiant de ciències de la mar, va agafar gust al món de la interpretació, inscrivint-se a les classes de Art Dramàtic. Per a sufragar-se els seus estudis va treballar en un supermercat on es disfressava de bola de xocolata. Va aconseguir el seu primer treball en una sèrie d'ETB anomenada Entre dos fuegos el 1998.
El 1999 va abandonar el País Basc per a obrir-se una carrera com a actor en Madrid. Gràcies a les sèries A las once en casa (on interpreta Coyote, el xicot d'una noia anomenada Lucía), El grupo i Periodistas assolia certa notorietat. La Unión de Actores y Actrices el va proposar per al premi de millor actor revelació per la segona (2000) -en la qual Unax incorporava a un ex drogradicte que havia de reprendre els seus vincles familiars- i al de millor actor secundari per la tercera (2001), any en què va optar al Fotogramas de Plata. Va completar el seu treball a la tele amb una aparició a Compañeros, en la qual va encarnar un atracador que pereix en un institut mentre intentava fugir de la policia.
Al cinema va debutar a Báilame el agua, per a la qual va escriure algunes frases de guió. El primer paper important de cinema li arribava amb Volverás (2002), on encarnava un bon estudiant que, a punt d'abandonar la seva casa, es trobava amb el seu germà delinqüent (Tristán Ulloa), apartant-se així del bon camí, i al qual tractava d'ajudar al llarg d'una nit en la qual aconseguiria la maduresa emocional. El 2002, Unax Ugalde té un paper secundari a Bellas durmientes d'Eloy Lozano, igual que un any després, 2003, obté un paper similar a Diario de una becaria de Josecho San Mateo, director amb el qual ja va estar a Báilame el agua.
Malgrat això, aquesta temptativa frustrada va posar en relleu el fet que Unax Ugalde s'estava especialitzant en papers de joves violents de bon cor, com el "Gorilo" d' Héctor (Gràcia Querejeta, 2004). Aquest mateix any el realitzador Pablo Malo -amb qui ja havia treballat en un curtmetratge- li va oferir protagonitzar Frío sol de invierno. Dos mesos de l'estrena d'aquesta última, Unax Ugalde rebia una candidatura als Premis Goya per la seva interpretació en Héctor, així com un nou esment a la Unión de Actores.
A l'any següent estrenava Reinas, en la qual es ficava en la pell d'un home a punt de casar-se amb el seu promès (Daniel Hendler) en les primeres noces homosexuals espanyoles. En la seva següent pel·lícula (Alatriste) encarnava el fill d'un company de Viggo Mortensen mort a Flandes. Després fou contractat per Miloš Forman per encarnar el germà de Natalie Portman a Goya's Ghosts. Va compaginar els últims dos rodatges amb la promoció de Shooting Star que el va portar, entre altres llocs, a la Berlinale, i amb el rodatge a Colòmbia de Rosario Tijeras, per la qual va ser nominat als Goya.
El 2006 va rodar al costat de Julianne Moore Savage Grace. En el 2007 va fer la seva aparició com al jove Florentino Ariza en la pel·lícula adaptada del llibre El amor en los tiempos del cólera. Després va protagonitzar La buena nueva, en la qual interpreta un rector que passa la Guerra civil espanyola a Alsasua i que veurà horroritzat les atrocitats que es cometen en nom de la religió. Pel·lícula que protagonitza juntament amb Bárbara Goenaga i Guillermo Toledo entre d'altres; la pel·lícula està dirigida per Helena Taberna.

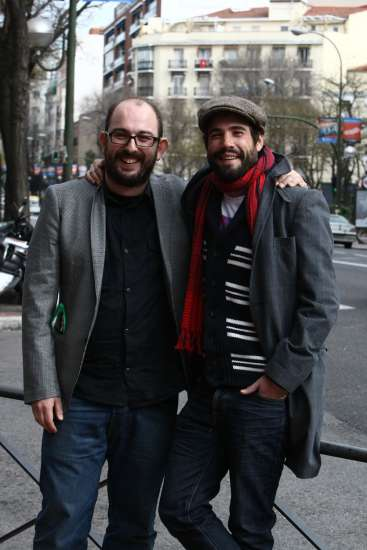
El director de cinema Borja Cobeaga i Unax Ugalde, el gener de 2011.

El 2008 interpreta el paper de Roberto Rodríguez àlies "El vaquerito" a la primera part de la pel·lícula inspirada en la vida del Che Guevara, Che, l'argentí, dirigida per Steven Soderbergh. El 2011, Ugalde estrena Encontrarás dragones, pel·lícula dirigida per Roland Joffé basada en la vida del sacerdot Josemaría Escrivá de Balaguer, fundador de l'Opus Dei, i Tequila: Historia de una pasión'. A més ha gravat escenes per a Olaguíbel 1808, una obra de teatre dirigida per Patxi Basabe
El 2012 va rodar Drácula de Dario Argento, una película de terror rodada en 3D i en anglès on interpreta el paper de Jonathan Harker. La pel·lícula va ser presentada en el Festival de Cinema de Cannes i en el Festival de Cinema de Sitges. A més fou contractat per a unir-se al repartiment de la tercera temporada de la sèrie de televisió Gran reserva. A la fi de 2012 va rodar Bypass d'Aitor Mazo i Patxo Tellería, segona pel·lícula que roda en basc, i Somos gente honrada d'Alejandro Marzoa i produïda per Andreu Buenafuente i José Corbacho. En 2014 protagonitzà Lasa y Zabala de Pablo Malo, pel·lícula basada íntegrament en el sumari d'aquest cas, en la qual interpretà l'advocat Iñigo Iruín Sanz. Posteriorment ha participat a les sèries de televisió Vivir sin permiso (Telecinco), Pequeñas coincidencias (Amazon Prime Video) i Brigada Costa del Sol (Telecinco).

## Filmografia

### Cinema
| Any  | Pel·lícula                                  | Director                  |
| ---- | ------------------------------------------- | ------------------------- |
| 2000 | Báilame el agua                             | Josecho San Mateo         |
| 2001 | Mi dulce                                    | Jesús Mora                |
| 2002 | Volverás                                    | Antonio Chavarrías        |
| 2002 | Bellas durmientes                           | Eloy Lozano               |
| 2003 | Cámara oscura                               | Pau Freixas               |
| 2003 | Diario de una becaria                       | Josecho San Mateo         |
| 2004 | Héctor                                      | Gracia Querejeta          |
| 2004 | Frío sol de invierno                        | Pablo Malo                |
| 2005 | Reinas                                      | Manuel Gómez Pereira      |
| 2005 | Rosario Tijeras                             | Emilio Maillé             |
| 2006 | Los fantasmas de Goya                       | Miloš Forman              |
| 2006 | Alatriste                                   | Agustín Díaz Yanes        |
| 2006 | Savage Grace                                | Tom Kalin                 |
| 2007 | La buena nueva                              | Helena Taberna            |
| 2007 | El amor en los tiempos del cólera           | Mike Newell               |
| 2008 | Che, el argentino                           | Steven Soderbergh         |
| 2010 | Cefalópodo                                  | Rubén Imaz                |
| 2010 | Bon appétit                                 | David Pinillos            |
| 2010 | No controles                                | Borja Cobeaga             |
| 2011 | Encontrarás dragones                        | Roland Joffé              |
| 2011 | Tequila: Historia de una pasión             | Sergio Sánchez Suárez     |
| 2011 | Baztan                                      | Iñaki Elizalde            |
| 2012 | Drácula                                     | Dario Argento             |
| 2012 | Bypass                                      | Aitor Mazo Patxo Tellería |
| 2013 | Somos gente honrada                         | Alejandro Marzoa          |
| 2013 | Cásate conmigo                              | Miguel Mas                |
| 2014 | Lasa y Zabala                               | Pablo Malo                |
| 2016 | Manual de principiantes para ser Presidente | Salim Nayar               |
| 2017 | Operación Concha                            | Antonio Cuadri            |
| 2019 | La estrategia del pequinés                  | Elio Quiroga              |

### Curtmetratges
| Any  | Pel·lícula            | Director       |
| ---- | --------------------- | -------------- |
| 2001 | Jardines deshabitados | Pablo Malo     |
| 2003 | Tatuaje               | Guillermo Ríos |
| 2017 | Guerra                | Residente      |

### Televisió
| Any           | Títol                          | Canal        | Personatge                  | Notes       |
| ------------- | ------------------------------ | ------------ | --------------------------- | ----------- |
| 1998-1999     | A las once en casa             | La 1         | Coyote                      | 43 episodis |
| 1999          | Compañeros                     | Antena 3     | Manuel "Manu"               | 1 episodi   |
| 1999          | Condenadas a entenderse        | Antena 3     | Toño                        | 10 episodis |
| 2000          | El grupo                       | Telecinco    | Fidel Ortiz                 | 11 episodis |
| 2001-2002     | Periodistas                    | Telecinco    | Óscar Gontard               | 21 episodis |
| 2002          | 7 vidas                        | Telecinco    | Cholo                       | 1 episodi   |
| 2008          | Cuéntame cómo pasó             | La 1         | Jorge Arias                 | 10 episodis |
| 2011          | El asesinato de Carrero Blanco | La 1         | Argala                      | 2 episodis  |
| 2013          | Gran reserva                   | La 1         | Carlos Cortázar             | 13 episodis |
| 2016          | Bajo sospecha                  | Antena 3     | Dr. Daniel Legarra          | 10 episodis |
| 2018-presente | Pequeñas coincidencias         | Amazon Prime | Mario Pachón                | 8 episodis  |
| 2018-presente | Vivir sin permiso              | Telecinco    | Marcos Hevia/ Malcolm Sousa | 23 episodis |
| 2019          | Brigada Costa del Sol          | Telecinco    | Edi                         | 4 episodis  |
| 2019-¿?       | La valla                       | Antena 3     | Personatge principal        | ¿?          |

### Teatre
- Olaguíbel 1808, Patxi Basabe (escenes gravades), 2011.
- Alejandro Magno, de Jean Racine, 2015.
- Escuadra hacia la muerte, d'Alfonso Sastre, 2016.

## Premis
Premis Goya
| Any  | Categoria                                                     | Pel·lícula | Resultat |
| 2004 | Premi Goya a la millor interpretació masculina de repartiment | Héctor     | Nominat  |

Unión de Actores y Actrices
| Any  | Categoria                                        | Pel·lícula/Obra de teatre/Sèrie | Resultat |
| ---- | ------------------------------------------------ | ------------------------------- | -------- |
| 2010 | Millor actor protagonista de cinema              | Bon appétit                     | Nominat  |
| 2004 | Millor actor secundari de cinema                 | Héctor                          | Nominat  |
| 2001 | Millor interpretació de repartiment de televisió | Periodistas                     | Nominat  |
| 2000 | Millor interpretació revelació                   | El grupo                        | Nominat  |

Fotogramas de Plata
| Any  | Categoria                                        | Pel·lícula/Sèrie/Obra de teatre | Resultat |
| ---- | ------------------------------------------------ | ------------------------------- | -------- |
| 2001 | Fotogrames de Plata al millor actor de televisió | Periodistas                     | Nominat  |

Premi Turia
- Actor revelació per Báilame el agua (2001)

SEMINCI
- Premi al Millor actor per La buena nueva (2009)

Festival de Màlaga
- Bíznaga de Plata al Millor actor per Bon appétit (2010)